# 夢幻戰警
『夢幻戰警（原文：VR Troopers）』,港譯(VR戰隊)。為美國Saban公司以《金剛戰士》系列製作模式，將日本東映公司拍攝的三部特攝電視影集《超人機梅塔路達》與《宇宙刑事夏伊達》以及《時空戰士斯比路邦》合併改編製作而成，台灣華視於1996年間引進播放。香港無綫電視翡翠台亦於1996年至1997年間引進播放，並於1998年重播。

## 概要
跨世界市(Cross World City)的青年韋恩(Ryan Steele)乃本故事的主人翁，每集皆以他與父親的故事開始。他與電腦天才捷比(JB Reese)及記者基玲(Kathlin Star)為好友三人組，形影不離。韋恩在父親好友陶老師(Tao)的空手道武館(Tao Dojo)任職助教(捷比及基玲則任兼職助教)。
韋恩的父親泰勒(Tyler Steele)在故事開始前十年離奇失蹤，遍尋不獲。一天，韋恩三人收到一名叫夏教授的人的訊息，謂有有關泰勒的下落。在前往夏教授(Professor Heart)的實驗室途中，韋恩，捷比及基玲受到神秘機械部隊襲擊，險象橫生，幾經辛苦才抵達夏教授位於荒郊的高科技實驗室。夏教授原來為一虛擬電腦程式，它告知韋恩泰勒的失踨乃混世魔王(Grimlord)所為。混世魔王是虛實世界的統治者，野心勃勃，企圖侵佔人類世界。它擁有一隊強大的機械及變種人部隊，並一直對人類世界進行入侵。混世魔王的機械士兵史甲斯(Skug)更能以人類姿態出現，從事間諜工作。泰勒為阻止混世魔王的計劃，與夏教授製造了三副高科技戰士鎧甲由韋恩，捷比及基玲裝配。三人因此可以變身成為VR (Virtual Reality虛實世界)戰隊，作為對抗混世魔王的力量。正邪大戰就此掀開序幕...............
企業家西嘉洛(Karl Ziktor)的公司在一直在跨世界市進行各式各樣破壞大自然的舉動令該市的市民對西嘉洛十分反感。然而，VR戰隊對西嘉洛的真正身份卻一無所知。其實，西嘉洛正是混世魔王在人類世界的化身,他對VR戰隊一直進行監視，對他們的一舉一動瞭如指掌。另一方面，韋恩繼續尋找泰勒的下落，終於發現他尚在人間並成為混世魔王手下的機械戰士黑心(Dark Heart).....

## 主要角色
- 夏教授（Professor Horatio Hart）飾演：Julian Combs；香港配音：源家祥

原為人類，泰勒的好友兼拍檔，多年前與泰勒在虛實世界被混世魔王襲擊，身受重傷。泰勒將其腦袋虛擬化，成為電腦程式。夏教授在故事中扮演VR戰隊的導師，指導他們對抗混世魔王並提供一切技術支援。

### VR戰隊
- 史韋恩（Ryan Steele）飾演：Brad Hawkins；香港配音：黎偉明

故事的主角，視父親為仿效對象，一直尋找失蹤的父親泰勒。為VR戰隊的領袖，與捷比及基玲為形影不離的好友。在陶老師的武館擔任助教，精通空手道。變身成VR戰士時，絕招為閃電手。他亦是唯一曾與混世魔王直接交鋒的VR戰隊成員，被混世魔王視為頭號敵人。
台譯(史萊恩)。
- 韋捷比（JB Reese）飾演：Michael Bacon；香港配音：李錦綸

韋恩的好友，為電腦天才，精通空手道及劍道，與基玲是情侶關係。變身成VR戰士時，絕招為激光矛，在作戰時多負責與敵對機械戰士戰鬥的角色。捷比的父親是流通圖書館的管理員。
台譯(小杰)。
- 史基玲（Kaitlin Star）飾演：Sarah Brown；香港配音：謝潔貞

韋恩的好友，職業為記者，精通空手道，與捷比是情侶關係。VR戰隊中唯一的女成員。由於沒有絕招，戰力遠遜於韋恩及捷比，變身後多負責支援工作。
台譯(小莉)。
- 阿積（Jeb）(由Zeb飾演)

韋恩的愛犬，在一次意外中被電流衝擊，變成可以說話的狗，常常鬧出不少笑話。
- 陶老師（Tao Chong）(由Richard Rabago飾演)

泰勒的好友，為韋恩，捷比及基玲的空手道師父。視韋恩像兒子一樣，經常開解韋恩。

### 敵對角色
- 混世魔王/西嘉洛（Grimlord/Karl Ziktor）(由Gardner Baldwin飾演)

故事中的大反派，虛實世界的統治者，野心勃勃，企圖侵佔真實世界，手下有一隊強大的機械部隊。多年前擄走泰勒並將其變為機械戰士黑心和重創夏教授。在真實世界的身份是冷酷無情的企業家西嘉洛，在跨世界市橫行無忌，但其企圖多次為VR戰隊阻止。
- 黑心（Dark Heart）

原為韋恩的父親泰勒，研究虛實世界的天才科學家，多年前被混世魔王擄走，成為機械戰士黑心。
- 艾華將軍（General Ivar）

混世魔王部下，機械部隊的首領，多次率領部隊入侵真實世界，但被VR戰隊打敗。曾背叛混世魔王，但失敗。
- 冰怪上教（Colonel Icebot ）

混世魔王部下，為武器專家，多次隨艾華將軍率領部隊入侵真實世界。
- 紅魔女（Red Python）(由Wendee Lee飾演)

混世魔王部下，原為武館的學生艾美，被混世魔王擄走並洗腦成為機械戰士紅魔女，與VR戰隊作戰並重創基玲。後因技術故障，變回人類。出現於第51-52集。
- 史甲斯（Skug）

混世魔王的士兵，能自由穿越真實世界，進行間諜工作，能以人類姿態出現。常常攻擊人類身份的VR戰隊，但都不成功，弱點為當多於一個史甲斯互相碰撞時，會出現電線短路令其身體自動分解。
台譯(臭鼠)。

## 外部連結
- 華視1997年劇情介紹 夢幻戰警
- 台灣電視資料庫[永久]